# Ross Barnett

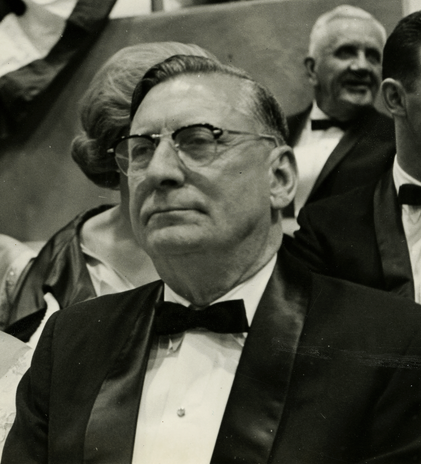
Ross Barnett (1964)

Ross Robert Barnett (* 22. Januar 1898 in Standing Pine, Leake County, Mississippi; † 6. November 1987 in Jackson, Mississippi) war ein US-amerikanischer Politiker und von 1960 bis 1964 Gouverneur des Bundesstaates Mississippi.

## Frühe Jahre
Ross Barnett nahm als Soldat der US-Armee am Ersten Weltkrieg teil. Danach besuchte er bis 1922 das Mississippi College und studierte anschließend an der University of Mississippi bis 1926 Jura. Anschließend praktizierte er in Jackson als erfolgreicher Strafverteidiger. Im Laufe der Jahre stieg er zu einem der besten Rechtsanwälte auf und verdiente über 100.000 Dollar pro Jahr. Zwischen 1943 und 1945 war er Vorsitzender der Anwaltskammer von Mississippi.

## Politische Laufbahn
Barnett wurde Mitglied der Demokratischen Partei. Außer dem Posten des Gouverneurs hat er kein politisches Amt angestrebt oder jemals eingenommen. In den Jahren 1951 und 1955 unterlag er jeweils bei den Gouverneurswahlen. Im Jahr 1959 wurde er dann in das höchste Amt seines Staates gewählt, das er am 19. Januar 1960 antrat. In seiner Amtszeit feierte Mississippi den 100. Jahrestag des Ausbruchs des Amerikanischen Bürgerkriegs. Gouverneur Barnett besuchte die Schlachtfelder dieses Krieges und gedachte der gefallenen Soldaten aus Mississippi. Barnett war auch ein Anhänger der Rassentrennung. Im Jahr 1962 wurde gegen seinen Widerstand und auf Druck des Obersten Bundesgerichts mit James Meredith der erste afroamerikanische Student an der University of Mississippi zugelassen. Das war, gegen den Willen Barnetts, der Anfang der Rassenintegration an den Schulen und Universitäten in Mississippi. Gouverneur Barnett wurde wegen seines Widerstands mit einer Geldstrafe sowie einer Gefängnisstrafe belegt, die er jedoch nicht antrat, weil das Urteil von einem anderen Gericht aufgehoben wurde. Auch in der Folge blieb der Gouverneur seiner rassistischen Einstellung treu, was in Mississippi zu Rassenunruhen führte. Barnett war Mitglied der Organisation White Citizens’ Council, einer Organisation, die an die Überlegenheit der weißen Rasse glaubte.
1964 wurde der rassistische Mörder Byron De La Beckwith wegen Mordes am schwarzen Bürgerrechtler Medgar Evers angeklagt. Gouverneur Barnett und der Generalmajor der Armee, Edwin A. Walker, besuchten diesen während des Prozesses. Die Zeugenaussage einer Belastungszeugin unterbrach Barnett im Gerichtssaal und schüttelte dem Mörder die Hand. Er besuchte ihn auch in der Untersuchungshaft. Zwei ausschließlich aus weißen Geschworenen bestehende Jurys verhinderten zweimal in diesem Jahr den Schuldspruch De La Beckwiths. Erst in den 1990er Jahren wurde De La Beckwith erneut angeklagt und wegen Mordes verurteilt.
Unabhängig von diesen Vorgängen wurden damals die Gesetze zur Entschädigung von Opfern von Arbeitsunfällen verbessert und die Industrie des Staates gefördert. Dabei entstanden über 40.000 neue Arbeitsplätze. Barnetts Amtszeit endete am 21. Januar 1964. Danach arbeitete er wieder als Rechtsanwalt. Im Jahr 1966 attackierte er wegen der Rassenfrage Robert F. Kennedy und bezeichnete ihn als „kranken und gefährlichen Amerikaner“. Ein Jahr später scheiterte Barnett in den Gouverneursvorwahlen seiner Partei. Ross Barnett starb am 6. November 1987. Mit seiner Frau Mary Pearl Crawford hatte er drei Kinder.

## Ehrungen
Nach ihm sind das Ross Barnett Reservoir, nördlich von Jackson, Mississippi und der Barnett Lake in Smith County, Mississippi benannt.